# (29586) 1998 FT66
A (29586) 1998 FT66 a Naprendszer kisbolygóövében található aszteroida. A LINEAR projekt keretében fedezték fel 1998. március 20-án.